# GiftにじいろStation
GiftにじいろStation（ギフトにじいろステーション）は、MOONSTONEが製作したゲーム『Gift 〜ギフト〜』の関連番組として、ランティスウェブラジオにて配信されていたインターネットラジオ番組。パーソナリティは、深峰莉子役のさくらりのと主題歌を歌っている藤弥美里。

## 概要
- 放送期間：2005年10月11日～2006年5月23日
- 配信サイト：ランティスウェブラジオ
- 配信日：火曜日（隔週）

## コーナー
ひとつだけ願いかなえます
番組で紹介した願い事を抽選で本当に叶えてくれる。
シャッキリまろやか相談室
S的な解決方法とM的な解決方法のいずれかを選択することが出来る。
今日のニュース23Giftステーションサテライト
プロデューサーの恋純ほたるさんが『Gift』に関する情報を告知する。
恋純に聞け!
恋純ほたるさんが『Gift』に関する質問や恋純さんのプライベートまで（可能な範囲で）答える。